# Otto Coninx-Girardet
Otto Coninx-Girardet (* 16. Juni 1871 in Friedrich-Wilhelms-Hütte, Rheinprovinz; † 1. Dezember 1956 in Zürich; heimatberechtigt ebenda) war ein deutsch-schweizerischer Bergbauingenieur und Verleger. 

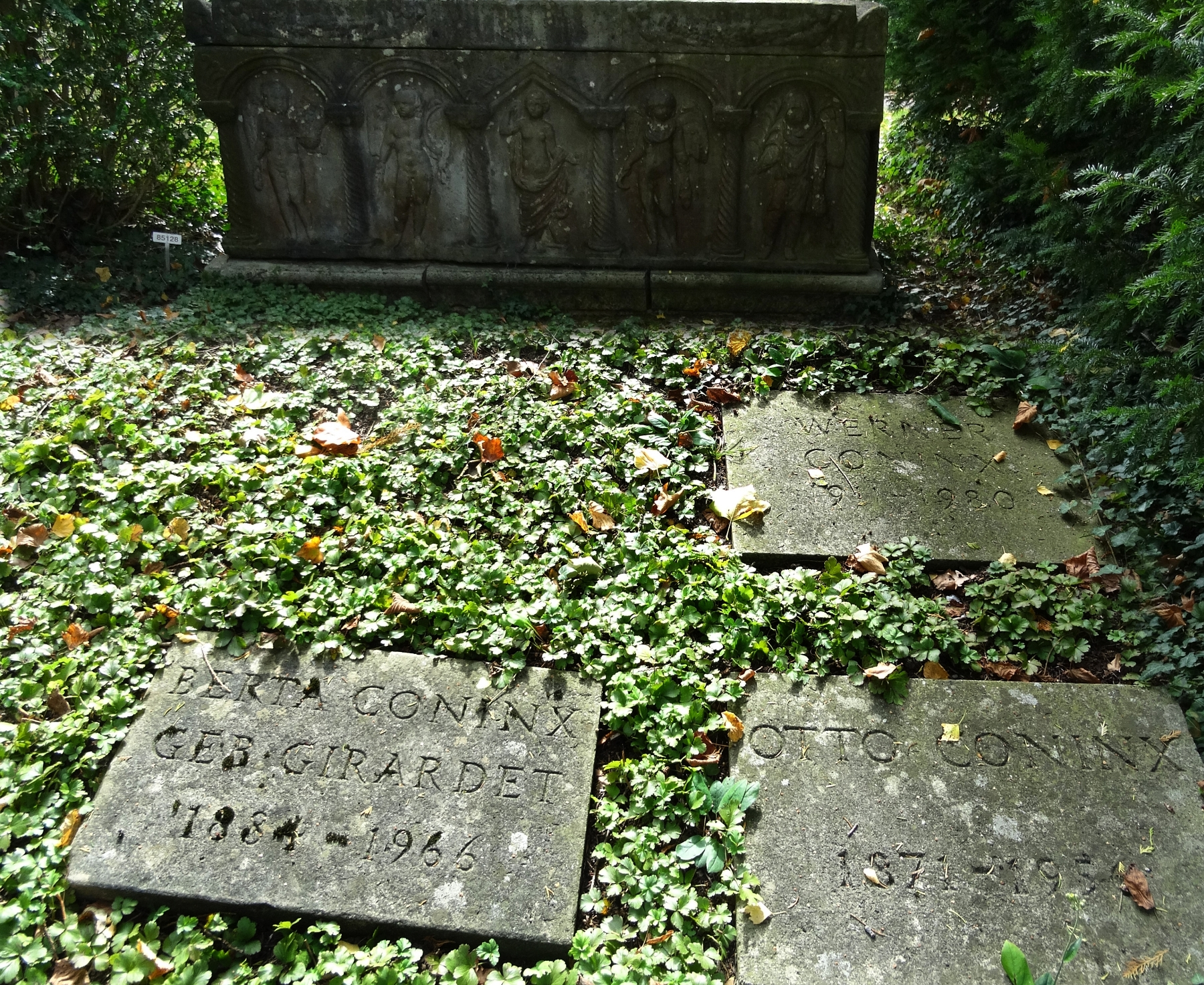
Grab, Friedhof Rehalp, Zürich

## Leben und Werk
Coninx war der Sohn eines Eisenwerkdirektors im rheinisch-westfälischen Industriegebiet. Er studierte Bergbauwesen an der Friedrich-Schiller-Universität Jena sowie an der Bergakademie Berlin. 1905 heiratete er Berta Girardet, die Tochter des erfolgreichen Essener Verlegers Wilhelm Girardet. Dieser schickte ihn 1906 nach Zürich und berief ihn zum Verlagsleiter der Zeitung Tages-Anzeiger. 1915 wurde sein Sohn Otto Coninx-Wettstein geboren. Wilhelm Girardet starb 1918; nach dessen Tod übernahm Otto Coninx-Girardet das Unternehmen Girardet, Walz & Co. AG, das ab 1933 als Tages-Anzeiger für Stadt und Kanton Zürich AG firmierte. 
Sein Sohn Werner Coninx war von 1942 bis 1978 im Verwaltungsrat des Familienunternehmens, übernahm dort aber keine operativen Aufgaben und widmete sein Leben der Kunst, während sein Bruder Otto Coninx-Wettstein das Unternehmen leitete. 
Otto Coninx-Girardet fand seine letzte Ruhestätte auf dem Friedhof Rehalp in Zürich.